# Sundtjärnen (Dorotea socken, Lappland)
Sundtjärnen är en sjö i Dorotea kommun i Lappland och ingår i Ångermanälvens huvudavrinningsområde. Sjöns area är 0,04 kvadratkilometer och den befinner sig 391 meter över havet.